# Kanton Sévérac-le-Château
Kanton Sévérac-le-Château (francouzsky Canton de Sévérac-le-Château) je francouzský kanton v departementu Aveyron v regionu Midi-Pyrénées. Tvoří ho pět obcí.

## Obce kantonu
- Buzeins
- Lapanouse
- Lavernhe
- Recoules-Prévinquières
- Sévérac-le-Château